# Els tres micos savis

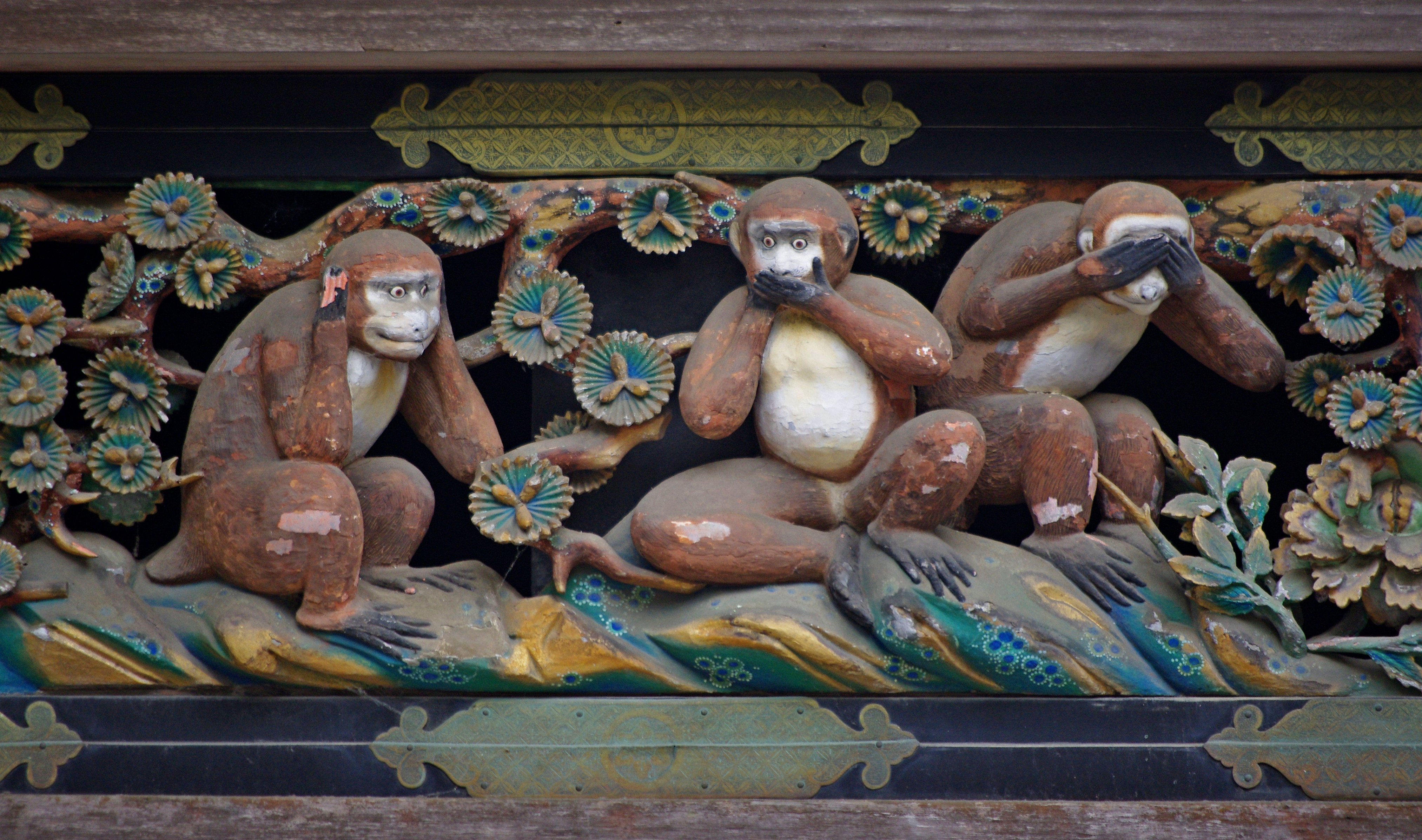
Escultura dels tres micos al santuari Toshogu a Nikko (Japó).

Els tres micos (en japonès: 三猿 sanzaru, o bé 三匹の猿 sanbiki no saru, literalment "tres micos"), també coneguts com els els tres micos savis, els tres micos místics o els micos de la saviesa, són tres macacos japonesos representats en una escultura de fusta de Hidari Jingorō (1594-1634), situada sobre els estables sagrats del santuari sintoista de Toshogu (1636), construït en honor de Tokugawa Ieyasu, a la ciutat de Nikko (Japó).

## Origen
Els noms japonesos dels tres micos —Mizaru, Kikazaru, Iwazaru— signifiquen «no veure, no sentir, no dir», sense especificar el que els micos no veuen, senten o diuen. Tradicionalment s'ha entès com «No veure el Mal, no escoltar el Mal i no dir el Mal»; la dita va tenir el seu origen en la traducció del codi moral xinès del santai, la filosofia que promulgava l'ús dels tres sentits en l'observació propera del món observable. Posteriorment aquest codi moral es va vincular amb els tres micos; aquesta associació s'atribueix a Denkyō Daishi (conegut també com a Saichō) (767-822), fundador de la Tendaishū, la branca japonesa de l'Escola Budista del Tiantai durant el període Heian (794-1185). Aquesta associació prové de l'homonímia que es dona entre zaru (un cas negatiu en japonès), que apareix tres vegades en el codi moral, i la paraula japonesa per a mico, saru, que es converteix en zaru quan es combina amb certes paraules. El motiu dels tres micos es va tornar molt popular entre el poble japonès durant el període Kamakura (1185-1392).

## Significat
El significat del tema dels tres micos és complex i divers; així com per a l'elit intel·lectual es trobaven relacionats amb l'esmentat codi filosòfic i moral santai, entre el poble el sentit era «rendir-se» al sistema, un codi de conducta que recomanava la prudència de no veure ni sentir la injustícia, ni expressar la pròpia insatisfacció, sentit que perdura en l'actualitat. Una altra interpretació assenyala que en origen els micos eren espies enviats pels déus per assabentar-se de les males accions dels homes; la representació dels micos cec, sord i mut va haver de sorgir com a mitjà de defensa màgic contra aquest espionatge. També s'ha assenyalat que els tres micos podrien ser una representació de les tres cares de l'antiga deïtat japonesa Vadjra.

## Caràcters Unicode
L'estàndard internacional de codificació de caràcters Unicode ha creat representacions emoji dels tres micos:
- Mizaru: U+1F648 🙈 see-no-evil monkey
- Kikazaru: U+1F649 🙉 hear-no-evil monkey
- Iwazaru: U+1F64A 🙊 speak-no-evil monkey